# Серебряно-Прудский вестник
«Серебряно-Прудский вестник» (также известна как «Серебрянопрудский вестник») — еженедельная газета городского округа Серебряные Пруды Московской области. Выходит по пятницам.
Газета распространяется на территории посёлка Серебряные Пруды, включая населённые пункты района, как по подписке, так и в розницу на предприятиях, в учреждениях и организациях района. В настоящее время газета выходит каждую неделю по пятницам на 16 страницах. Издание также распространяется по электронной подписке.
«Серебряно-Прудский вестник» выпускает новости об основных событиях в жизни муниципального образования, людях и истории Серебряно-Прудского района. На страницах издание поднимаются вопросы общественной и политической жизни, сельского хозяйства, образования, культуры, медицины. Также внимание уделяется публикациям духовно-нравственного характера. В газете появляются новые заголовки и тематические страницы. Некоторое время издание публиковало очерки об участниках Великой Отечественной войны, включая очерки из книги Михаила Ивановича Чекалина «Твои рядовые, Россия!».

## История
Издание было основано 10 июня 1931 года под названием «Колхозная искра». Затем газета была переименована в «Колхозную стройку» и в «Заветы Ленина».
В 1934 году выпуски № 179, № 180 вышли объединённым выпуском под названием «Колхозная искра» — «Сталинский клич».
Поставлением главы района № 298 от 9 ноября 1993 года газета стала выпускаться под нынешним названием «Серебряно-Прудский вестник».
5 февраля 2005 года было создано «Информационное агентство Серебряно-Прудского района Московской области». 26 декабря 2011 года был изменён тип учреждения. Сейчас оно называется «Информационное агентство Серебряно-Прудского района Московской области». Учредителями издания являются «Информационное агентство Егорьевского района», администрация городского округа Серебряные Пруды, «Редакционно-информационный центр Московской области».
В разное время издание возглавляли Ф. М. Лосев, К. Н. Дадыкин, Г. Г. Леонычев, Е. Э. Гаген, С. А. Гунин, С. П. Королёв, И. М. Павлихин, В. Я. Пушкарёв, А. Г. Кабанов, В. В. Чаплин, Н. Д. Смирнов, В. В. Мельников. Нынешним главным редактором информационного агентства является заслуженный работник печати Московской области Галина Владимировна Бударова. Штат сотрудников издания состоит из 11 человек.
В 2011—2013 годах, в 2017 году и в 2019 году газета «Серебряно-Прудский вестник» была удостоена знака отличия «Золотой фонд прессы».
Тираж газеты составляет 2500 экземпляров.